# Maraton rockowy
Maraton rockowy – album rzeszowskiej grupy RSC, wydany w 1994 nakładem wydawnictwa „Victor”.
Album nagrany w Studio „SPAART” w Boguchwale pod Rzeszowem. Znalazły się w nim największe przeboje zespołu w nowych aranżacjach. Ścieżki rytmiczne na podstawie pomysłów Michała Kochmańskiego. Realizacja dźwięku – Andrzej Karp. Produkcja – Zbigniew Działa, Wiktor Kucaj. Projekt graficzny i wykonanie – Henryk Cebula.

## Lista utworów
źródło:.
1. „W oczekiwaniu na nikogo” (muz. Andrzej Wiśniowski, sł. Zbigniew Działa) – 4:37
2. „Fabryka snów” (muz. Andrzej Wiśniowski, Piotr Spychalski, sł. Zbigniew Działa) – 3:40
3. „Na długie pożegnania” (muz. Andrzej Wiśniowski, Piotr Spychalski, sł. Zbigniew Działa) – 4:30
4. „Nocny kurs” (muz. Andrzej Wiśniowski, Piotr Spychalski, sł. Zbigniew Działa) – 5:04
5. „Wolny będziesz szedł” (muz. Piotr Spychalski, Zbigniew Działa, sł. Zbigniew Działa) – 4:11
6. „Reklama mydła” (muz. Marian Zych, Witold Sądaj, sł. Zbigniew Działa) – 4:36
7. „W ucieczce przed sobą” (muz. Andrzej Wiśniowski, Piotr Spychalski, sł. Zbigniew Działa) – 3:29
8. „Życie to teatr (teatr pozoru)” (muz. Piotr Spychalski, Zbigniew Działa, sł. Zbigniew Działa) – 5:17
9. „Maraton rockowy” (muz. Andrzej Wiśniowski, sł. Zbigniew Działa) – 4:15
10. „Kradniesz mi moją duszę” (muz. Andrzej Wiśniowski, sł. Zbigniew Działa) – 5:10
11. „Z kroniki wypadków” (muz. Andrzej Wiśniowski, Piotr Spychalski, sł. Zbigniew Działa) – 4:25
12. „Jeśli czekasz” (muz. Piotr Spychalski, sł. Zbigniew Działa) – 4:34
13. „Pralnia mózgów” (muz. Andrzej Wiśniowski, sł. Zbigniew Działa) – 4:35

Bonusy MTJ
1. „Muzyka semaforów” (muz. Andrzej Wiśniowski, Piotr Spychalski, Zbigniew Działa – sł. Zbigniew Działa) – 4:35
2. „Leshoto” (muz. Wiktor Kucaj – sł. Zbigniew Działa) – 5:03

## Muzycy
źródło:.
- Zbigniew Działa – śpiew, gitara akustyczna solo
- Wiktor Kucaj – instrumenty klawiszowe
- Piotr Spychalski – instrumenty klawiszowe, sequencer
- Wojciech Tramowski – gitary
- Oksana Malinowska – skrzypce
- Waldemar Rzeszut – gitara

Chórek: Krystyna Lenkowska, Beata Kucaj, Zbigniew Działa, Andrzej Karp.

## Wydawnictwa
- CD Victor; CD 001 – 1994
- MC Victor; MC 001 – 1994
- CD MTJ; MTJCD 10134 – 23 października 2000
- MC MTJ; MTJMC 00170 – 23 października 2000
- DG CD Polskie Radio S.A.; PRCD 828 – 23 lipca 2007[4]